# Straszyk nowogwinejski
Straszyk nowogwinejski (Eurycantha calcarata) – owad z rzędu straszyków. 

## Opis

### Pochodzenie
Wilgotne tropikalne lasy na Nowej Gwinei.

### Wygląd
Samice od 12 do nawet 16 cm, samce między 10–14 cm.
Straszyki nowogwinejskie łatwo można pomylić ze straszykami indonezyjskimi (Eurycantha calcarata ssp.). Straszyki nowogwinejskie są mniejsze, podstawowa barwa jest nieco ciemniejsza, zaś połączenia segmentów – beżowe (dla porównania u E. calcarata ssp. są one niebieskawe).

### Długość życia
Długość życia zależna jest o zapewnienia odpowiednich warunków przetrzymywania i jakości dostarczonego pokarmu.
- postać dorosła – imago maksymalnie nawet do roku[1].

## Wymagania

### terrarium
Terrarium wysokie, przewiewne, dla samca i kilku samic około 60 litrów pojemności. Nie należy trzymać tego gatunku z innymi straszykami ze względu na duży terytorializm samców. Tylną ścianę terrarium wyklejamy korkiem lub siatką w celu ułatwienia owadom wspinania się. Warto umieścić spore konary, które przydadzą się podczas linienia. W międzyczasie zaś posłużą za kryjówkę.

### Podłoże
Podłoże musi zapewniać stałą wilgoć.
- torf – należy umieścić grubą, min. 5 cm warstwę
- papierowe ręczniki – uwaga! jeśli używamy ręczników papierowych, trzeba umieścić również pudełko z substratem (min. 5 cm) do którego samica będzie składała jaja.

### Temperatura
Około  24–29°C

### Wilgotność
70–80%, wysoka, raz dziennie wieczorem należy zrosić terrarium wodą.

### Pokarm
Liście jeżyn, malin, dębu, klonu, bluszczu, truskawek, filodendronu lub róż, w okresie zimowym najlepiej stosować liście jeżyny zimozielonej, w ostateczności liście roślin doniczkowych jak bluszcz pospolity, trzykrotka.

### Rozmnażanie
W terrariach poprzez partenogenezę oraz rozmnażanie płciowe, jeżeli w hodowli występuje samiec. Samce są agresywne. Należy trzymać tylko jednego samca na kilka samiczek. Samica posiada pokładełko. Podczas składania jaj wbija je w podłoże.
Jaja są beczułkowate, składane drobnymi seriami.

## Aktywność
Wieczorem i w nocy.